# La bisbetica domata (film 1967)
La bisbetica domata (The Taming of the Shrew) è un film del 1967 diretto da Franco Zeffirelli, tratto dall'omonima commedia di William Shakespeare, interpretato dalla coppia d'oro dell'epoca formata da Elizabeth Taylor e Richard Burton.

## Trama
Ambientato a Padova alla fine del XVI secolo, il film narra la storia di due sorelle, Bianca e Caterina.
Per divieto del padre, Bianca non può sposarsi finché la sorella non avrà trovato marito. Ma Caterina ha un carattere terribile, e nessuno la vuole in moglie.
Sarà Petrucchio a sposarla, dopo un corteggiamento piuttosto agguerrito: durante il quale Caterina e Petrucchio "giocano" al Gatto e al Topo per tutta la casa, permettendo così a Bianca di sposare Lucenzio.

## Produzione
La pellicola venne girata negli studi della compagnia cinematografica Dino De Laurentiis a Roma.
Il film fu un campione d'incassi, raddoppiando il budget di partenza con i soli incassi nel mercato statunitense.
Franco Zeffirelli originariamente avrebbe voluto come protagonisti Sophia Loren e Marcello Mastroianni.
L'abito indossato da Elizabeth Taylor durante il monologo finale di Caterina è ispirato al quadro di Lorenzo Lotto Lucrezia. La Taylor e Richard Burton hanno co-prodotto il film con un milione di lire a testa e preso una percentuale sugli incassi del film.
Zeffirelli ha più volte ricordato di quanto sia stato bello lavorare con la celeberrima coppia di divi.
Elizabeth Taylor, durante le riprese del film, venne a sapere della morte del suo più caro amico, l'attore Montgomery Clift: nonostante il pesante lutto, ha continuato professionalmente a lavorare sul set, alternando momenti di pura comicità per le scene ironiche del film, a momenti di triste silenzio tra un ciak e l'altro.

## Riconoscimenti
- 1968 - Premio Oscar
  - Nomination Migliore scenografia a Renzo Mongiardino, John DeCuir, Elven Webb, Giuseppe Mariani, Dario Simoni e Luigi Gervasi
  - Nomination Migliori costumi a Irene Sharaff e Danilo Donati
- 1968 - Golden Globe
  - Nomination Migliore film commedia o musicale a Franco Zeffirelli
  - Nomination Miglior attore in un film commedia o musicale a Richard Burton
- 1968 - British Academy Film Award
  - Nomination Migliore attrice britannica a Elizabeth Taylor
  - Nomination Miglior attore britannico a Richard Burton
- 1967 - David di Donatello
  - Miglior produttore a FAI - Films Artistici Internazionali
  - Migliore attrice straniera a Elizabeth Taylor
  - Miglior attore straniero a Richard Burton
- 1968 - Nastro d'argento
  - Migliori costumi a Danilo Donati
  - Nomination Migliore scenografia a Giuseppe Mariani
- 1968 - Grolla d'oro
  - Targa speciale a Franco Zeffirelli